# Neochalcis
Neochalcis is een geslacht van vliesvleugeligen uit de familie bronswespen (Chalcididae). De wetenschappelijke naam van dit geslacht is voor het eerst geldig gepubliceerd in 1883 door Kirby.

## Soorten
Het geslacht Neochalcis omvat de volgende soorten:
- Neochalcis amica Nikol'skaya, 1960
- Neochalcis breviceps (Masi, 1929)
- Neochalcis caudata Nikol'skaya, 1960
- Neochalcis cinca Fernando, 1957
- Neochalcis fertoni (Kieffer, 1899)
- Neochalcis hippotoides (Masi, 1916)
- Neochalcis myrmeleonae Mani, 1936
- Neochalcis osmicida (Saunders, 1873)
- Neochalcis tadzhika Nikol'skaya, 1960
- Neochalcis turana Nikol'skaya, 1960